# ジオキサンテトラケトン
ジオキサンテトラケトン(Dioxane tetraketone)または1,4-ジオキサン-2,3,5,6-テトラケトン(1,4-dioxane-2,3,5,6-tetrone)は、C4O6の化学式を持つ有機化合物である。オキソカーボンであり、ジオキサンの四重ケトンと見なすこともできる。また無水シュウ酸(C2O3)の環状二量体と見ることもできる。
1998年、Paolo Strazzoliniらは、ジエチルエーテル中で-15℃で塩化オキサリル((COCl)2)または臭化オキサリル((COBr)2)をシュウ酸銀(Ag2C2O4)懸濁液と反応させた後、低温低圧下で溶媒を蒸発させて、この化合物を合成した。-30℃のエーテルやトリクロロメタン溶液では安定であるが、0℃に加熱すると一酸化炭素(CO)と二酸化炭素(CO2)に分解する。分子の安定性や配置は、理論的な方法でも分析された。